# Тундра
Ту́ндра (от фин. tunturi — безлесная плоская вершина) — вид природных зон, лежащих за северными пределами лесной растительности, пространства с вечномёрзлой почвой, не заливаемой морскими или речными водами, сильно заболоченная местность.
Тундра находится севернее зоны тайги. По характеру поверхности тундры бывают болотистые, торфянистые, каменистые. Южную границу тундры принимают за начало Арктики. С севера тундра ограничена зоной арктических пустынь. Иногда термин «тундра» применяют и к аналогичным природным зонам Антарктики.
Главная черта тундры — заболоченные низменности в условиях сурового климата, высокой относительной влажности, сильных ветров и многолетней мерзлоты.

## Этимология термина
По утверждению М. Фасмера, название заимствовано из фин. tunturi — высокая безлесная гора или из колтта-саам. tundar, tuoddar — гора, кильд. саам. тӯндар — безлесная плоская вершина, северносаам. duoddâr — широкая гора без леса. Долгое время это слово в русском языке было провинциализмом. Карамзин писал: «Сибирское слово тундра должно быть в русском лексиконе; ибо никаким другим мы не означили обширных, низких, безлесных равнин, заросших мохом, о которых может говорить поэт, географ, путешественник, описывая Сибирь и берега Ледовитого моря…».
Также зафиксировано сибирское диалектное название тундры — сендуха.

## Классификация
Тундры обычно подразделяются на три подзоны (ландшафты одинаковых подзон в зависимости от долготы могут существенным образом отличаться):
- Арктическая тундра — преимущественно травянистая, осоко-пушицевая, с подушкообразными формами полукустарничков и мхами в сырых западинках. Растительный покров не сомкнут, кустарников нет, широко развиты глинистые голые «медальоны» с микроскопическими водорослями и бугры мерзлотного пучения.
- Средняя или типичная тундра — преимущественно моховая. Вокруг озёр — осоко-пушицевая растительность с небольшой примесью разнотравья и злаков. Появляются ползучие полярные ивы и карликовые берёзы, скрытые мхами и лишайниками.
- Южная тундра — кустарниковая; растительность южной тундры особенно резко различается в зависимости от долготы. Площадь составляет ~ 325 тыс. км² (32,5 млн га)[8].

### Горная тундра
В зависимости от высоты гор горные тундры могут образовывать высотную зону в горах любого пояса, кроме зоны вечных льдов. На каменистых и щебёнчатых почвах от высотных редколесий они начинаются кустарниковым поясом, как и в равнинной тундре. Выше расположены мохово-лишайниковые с подушкообразными полукустарничками и некоторыми травами. Верхний пояс горных тундр представлен накипными лишайниками, разреженными приземистыми подушкообразными кустарничками и мхами среди каменных россыпей.

### Антарктическая тундра
Выделяется и антарктическая тундра, занимающая часть Антарктического полуострова и острова в высоких широтах южного полушария (например, Южная Георгия, Южные Сандвичевы острова).

## Климат
Тундра отличается очень суровым субарктическим климатом, живут здесь только те растения и животные, которые выносят холод и сильные ветра. В тундре довольно редко встречается крупная фауна.
Зима в тундре чрезвычайно продолжительная: может быть 8—9 зимних месяцев. Так как большая часть тундры находится за Полярным кругом, то тундра зимой переживает полярную ночь. Суровость зимы зависит от континентальности климата. Зимой средняя температура от −10 до −30 °C.
Тундра, как правило, лишена климатического лета, или оно приходит на очень короткий срок: весь тёплый период не превышает 2—2,5 месяца. Средняя температура самого тёплого месяца (июля или августа для северного полушария) в тундре составляет от 5 до 10 °C. С приходом тепла оживает вся растительность, по мере наступления полярного дня (или белых ночей в тех районах тундры, где полярный день не наступает).
Осень и весна очень короткие. Май и сентябрь (в северном полушарии) — это весна и осень тундры. Именно в мае сходит снежный покров, а уже в конце сентября обычно устанавливается снова.

### Осадки
Осадков в тундре выпадает немного (200—300 мм в год), и чем континентальнее климат, тем меньше осадков. Однако испаряемость в тундре столь мала, что количество осадков постоянно превышает испаряемость; как следствие, тундры заболочены; коэффициент увлажнения составляет 1,5.

## Почвы
Для почв тундры характерен низкий снежный покров — 5—50 см, который из-за сильных ветров сносится, вечная мерзлота в почве влияет на её плодородие. Почвы тундрово-глеевые и торфянистые, окислённые.
Площадь тундры составляет ~ 11,56 млн км².

## Животный и растительный мир
Растительность тундры составляют в первую очередь лишайники и мхи; встречающиеся покрытосеменные растения — невысокие травы (особенно из семейства Злаки), осоки, полярные маки и др., кустарники и кустарнички (например, дриада, некоторые карликовые виды берёзы и ивы, ягодные кустарнички княженика, голубика, морошка).
Типичные обитатели российской тундры — северные олени, лисицы, песцы, снежные бараны, волки, лемминги и зайцы-беляки. В 70-е годы XX века были интродуцированы овцебыки. Птиц немного: лапландский подорожник, Белая ржанка, краснозобый конёк, зуёк, пуночка, полярная сова и белая куропатка.
Реки и озёра богаты рыбой (нельма, чир, омуль, ряпушка и другие).
Тундре посвящены многие стихи саамского поэта Ивана Яковлевича Матрёхина:

Тундра — прекрасной нежности полна,
Тундра — какая сила ей дана,
Тундра — твоим просторам нет границ,
Тундра — стада оленей, стаи птиц.

Заболоченность тундры позволяет развиваться большому количеству кровососущих насекомых, активных в летний период. Из-за холодного лета в тундре практически нет пресмыкающихся: низкие температуры ограничивают возможность жизнедеятельности холоднокровных животных.

## Возможность экологической катастрофы в тундре
Из-за деятельности человека и прежде всего из-за добычи нефти, строительства и эксплуатации нефтепроводов, в некоторых частях тундры появилась потенциальная опасность появления экологической катастрофы. Из-за возможных утечек топлива из нефтепроводов может произойти загрязнение окружающей территории.
Во время строительства новых нефтепроводов необходимо делать специальные проходы, чтобы дикие олени во время миграций могли свободно перемещаться по территориям. Это способствует тому, что они могут выедать поросль молодых деревьев, кустарника, мха и лишайников на ранее недоступных участках тундры.
Критика утверждений о существующем наличии экологического кризиса тундры опирается на данные учёных. Площадь лесного покрова в мире за последние 35 лет лишь увеличилась на целых 7 %, в основном именно за счёт роста бореальных лесов на российском участке мировой тундры, в то время как тропические лесные массивы (джунгли) продолжают сокращаться.